# Witali Tamerlanowitsch Dsiow
Witali Tamerlanowitsch Dsiow (georgisch ვიტალი ძიოვ, russisch Виталий Тамерланович Дзиов; * 22. Januar 1993 in Moskau) ist ein russisch-georgischer Eishockeyspieler, der seit 2022 bei den Ice Knights Tbilisi in der Georgischen Eishockeyliga spielt.

## Karriere
Witali Dsiow begann seine Karriere beim Moskauer Nachwuchsklub Raduga. Später spielte er in den Juniorenligen Molodjoschnaja Chokkeinaja Liga und Molodjoschnaja Chokkeinaja Liga B. Daneben kam er auch zu Einsätzen im Herrenbereich in der Wysschaja Hockey-Liga und der Perwaja Liga. Zwischenzeitlich war er auch in Kasachstan, Tschechien und Serbien, wo er mit dem KHK Roter Stern Belgrad 2019 die International Hockey League gewann, aktiv. Nach dem Ende der Einschränkungen durch die COVID-19-Pandemie wechselte er 2022 zu den Ice Knights Tbilisi in die georgische Eishockeyliga.

### International
Dsiow gab sein Debüt für die georgische Nationalmannschaft bei der Weltmeisterschaft 2022 in der Division II. Dort spielte er auch bei den Weltmeisterschaften 2023 und 2024. Zudem vertrat er seine Farben bei der Olympiaqualifikation für die Winterspiele in Mailand 2026.

## Erfolge und Auszeichnungen
- 2019 Gewinn der International Hockey League mit dem KHK Roter Stern Belgrad
- 2022 Aufstieg in die Division II, Gruppe A, bei der Weltmeisterschaft der Division II, Gruppe B